# Maisons, 20 rue des Capucins (Lannion)
Les maisons, 20 rue des Capucins sont situées à Lannion en France.

## Localisation
Les maisons sont situées sur le territoire de la commune de Lannion, 20 rue des Capucins, dans le département  des Côtes-d'Armor, dans la région Bretagne.

## Description
Deux maisons à pans de bois.

## Historique
Les maisons sont inscrites partiellement (façade et toiture) au titre des monuments historiques par arrêté du 22 mars 1930.

## Galerie

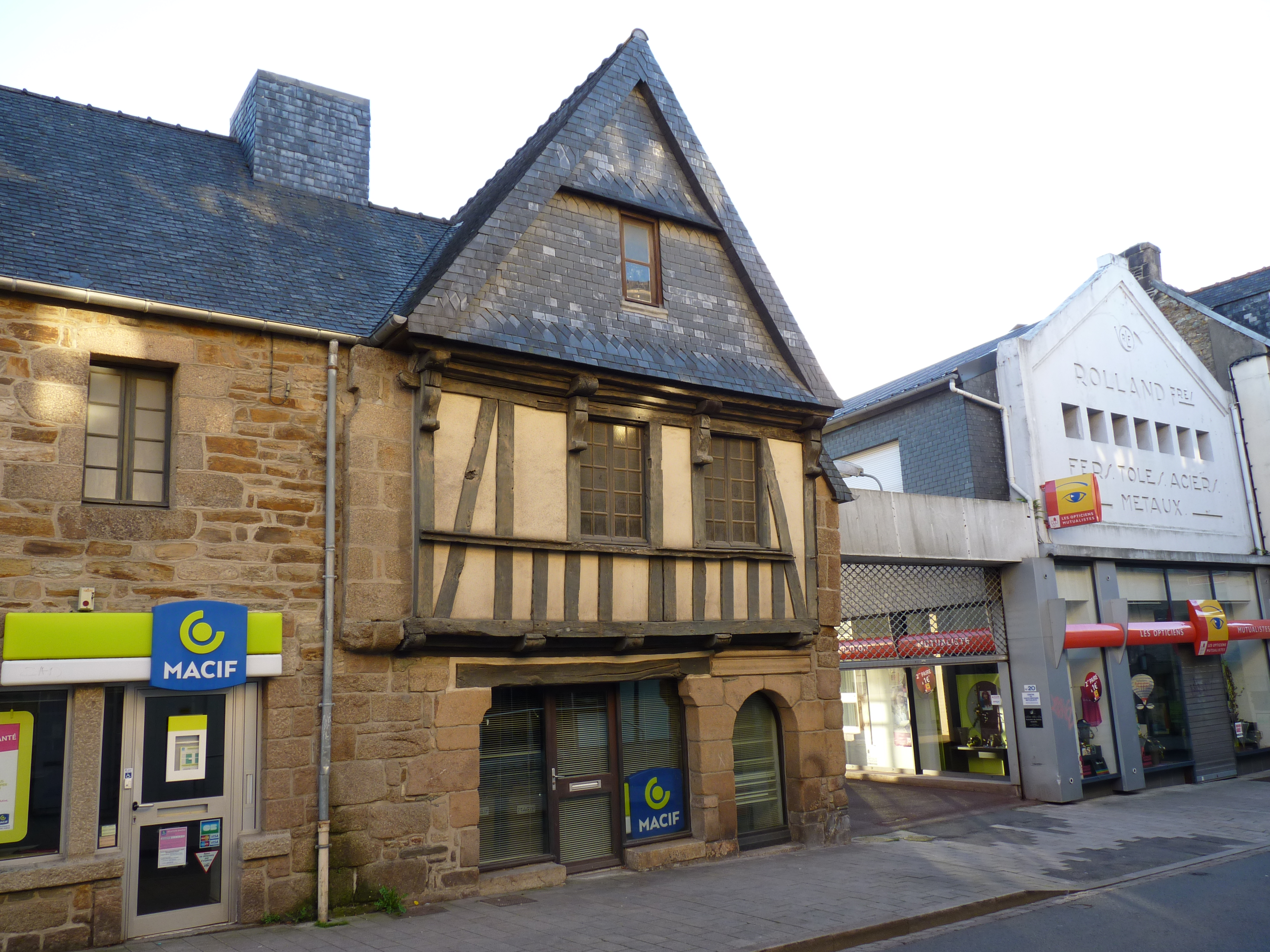